# 블랭코 브라운
블랭코 브라운(Blanco Brown)은 미국의 래퍼, 가수, 음반 프로듀서이다. 2019년 싱글 "The Git Up"을 통해 이름을 알렸으며, 'The Git Up' 챌린지가 틱톡 등지에서 바이럴 되면서 노래가 알려졌다.

## 음반 목록

### EP
- Blanco Brown (2019)